# アマタナコーン工業団地
アマタナコーン工業団地（アマタナコーンこうぎょうだんち、タイ語:นิคมอุตสาหกรรมอมตะนคร、英語：Amata Nakorn Industrial Estate）は、タイ国チョンブリー県に立地する工業団地。タイ工業団地公社が運営する。アマタ・コーポレーションによって開発。ナコーンとは、タイ語で都市を意味するが、別の工業団地としてアマタシティー工業団地が存在されており区別される。1989年に開設。 アマタナコン工業団地とも言われる。

## 概要
バンコクの南東60km圏内、近隣にレムチャバン港があるという立地条件のほか、自営でパイプライン設営し天然ガスを燃料とした火力発電所を備えるなどインフラが整っており、2005年当時で約300社が進出。うち7割が日系企業で日本食を提供する食堂や高級アパートも設置されていた。おもに自動車部品、電機、消費財、軽工業関連の企業が集まる。

### 主な日本企業
- 日本通運[1]
- クボタ[2]
- 日立製作所[3]

## 管理事務所所在地
チョンブリー県 ムアンチョンブリー郡 タムボン・クローンタムル、バーンナー＝トラート通り 57km地点、ムー1、700/2、アマタサービスセンタービル 
（อาคาร Amata Services Center
700/2 หมู่ 1 ถนนบางนา-ตราด กิโลเมตร ที่ 57 ตำบลคลองตำหรุ อำเภอเมือง จังหวัดชลบุรี 20000
） 
- 各地からの距離
  - ウタパオ国際空港より31km
  - レームチャバンより40km
  - スワンナプーム国際空港より42km
  - パッタヤーより54km
  - バンコクより57km
  - クローントゥーイ港より67km
  - ドンムアン空港より85km
  - マープタープット工業港より96km

## 用地
- 用地面積 - 総面積  2,652ha（一般工業区 1,440ha、商業・住宅区56ha、公共インフラ施設区 256ha、緑地区136ha、未開発地 256ha　など）

## 施設
- 水道水：首都水道公社、アマタ・クオリティー・ウォーター有限会社が給水。
- 電力：地方電力公社から供給。22kV高圧電流。
- 廃水処理 ：活性汚泥式の処理場があり、廃水処理能力は15,000㎥/日。
- 道路：幹線道路は幅員48m（6車線）、補助幹線道路は幅員32m（4車線）
- 防火:道路沿いに250メートル間隔で消火栓を設置。
- ワンストップサービスセンター（OSOS）:タイ工業団地公社本部およびアマタナコン工業団地事務所にある。

## コジェネレーション発電事業
東芝プラントシステムとタイのアマタＢグリム・パワー３などが2012年8月末から本工業団地内2地点で天然ガスのコジェネレーション発電事業を開始する予定。タイ発電公社（EGAT）に売電しつつ、工業団地に電気を供給する。

## 関連事項
- 工業省 (タイ)
- アマタ・コーポレーション
- タイ工業団地公社